# Armagh
Armagh (pronunciación en inglés: /ɑːɹˈmɑː/ /armá/; en irlandés: Ard Mhacha pronunciado [ˌaɾd̪ˠ ˈwaxə], /ard wája/ ) es la capital del condado de Armagh en Irlanda del Norte. De importancia histórica para el celtismo y el cristianismo sede, tanto para la Iglesia católica en Irlanda como para la Iglesia de Irlanda, del Arzobispado de Armagh.
Aunque está clasificada como una localidad de tamaño medio, en 1994, Armagh recibió el estatus de ciudad (city status). Su población es de 14.590 personas (de acuerdo al censo de 2001), lo que la convierte en la city menos poblada de Irlanda del Norte y de la isla de Irlanda y en la cuarta más pequeña del Reino Unido.

## Historia

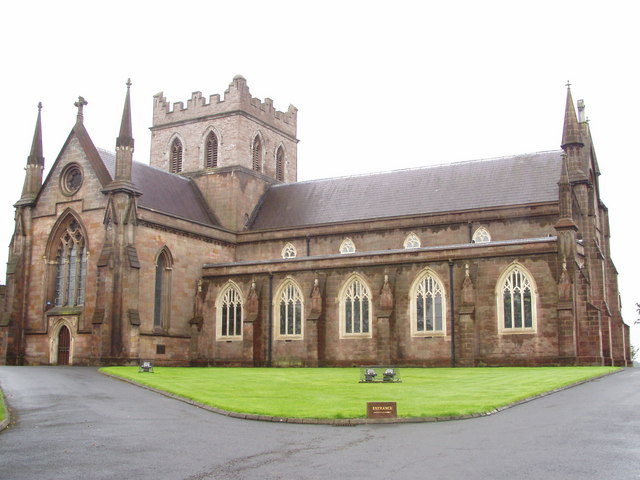
Catedral anglicana de San Patricio.

### Edad Media
En el año 839 y 869, el monasterio de Armagh fue atacado por los vikingos. Al igual que con las incursiones similares, su objetivo era adquirir los objetos de valor, como la plata, que a menudo se podía encontrar en las iglesias y monasterios.
El Libro de Armagh vino del monasterio. Se trata de un manuscrito irlandés del siglo noveno ahora en manos de la biblioteca del Trinity College de Dublín. Contiene algunos de los ejemplares más antiguos que sobreviven del irlandés antiguo.
Se cree que Brian Boru está enterrado en el cementerio de la catedral de San Patricio. Después de haber conquistado la isla durante el año 990, se convirtió en rey de Irlanda en 1002, hasta su muerte en 1014.
La ciudad fue cuna de Malaquías de Armagh, 1094-1148, que consiguió para la Iglesia católica de Irlanda una jerarquía equivalente a otras diócesis importantes por privilegio del Papa. A Malaquías se le atribuye la conocida Profecía de los papas. Se supone que el original de dicha profecía se guarda en la Ciudad del Vaticano. Con anterioridad a su primera publicación (1595) ya era respetada y conocida, como fue luego referida a sus pontificados por varios papas (en fecha reciente Pio XII). 
En 1189, John de Courcy, un caballero anglo-normando que había invadido el Úlster en 1177; saqeó Armagh y participó en la Invasión cambro-normanda de Irlanda que habían comenzado en 1169 Ricardo de Clare y Dermot MacMurrough.

### Edad Moderna
Armagh ha sido un centro educativo desde la época de San Patricio, y de este modo se la conoce como "la ciudad de los santos y eruditos". La tradición educativa continuó con la fundación de la "Royal School" en 1608 y el Observatorio Armagh en 1790. Esto era parte del plan del arzobispo de tener una universidad en la ciudad. Esta ambición fue finalmente cumplida, aunque sea brevemente, en la década de 1990 cuando la Universidad Queen’s de Belfast abrió un centro de ayuda en el antiguo edificio del hospital.

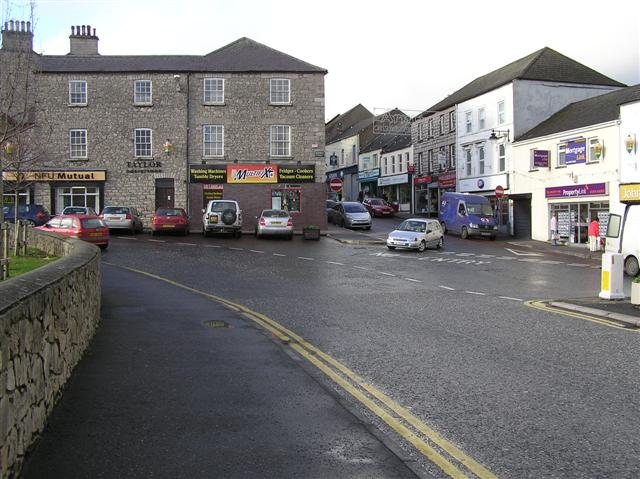
Vista de la ciudad de Armagh.

Tres hermanos de Armagh murieron en la batalla del Somme en la Primera Guerra Mundial. Ninguno de los tres tiene una tumba conocida y les se conmemoran en el Thiepval Memorial. Un cuarto hermano resultó herido en el mismo ataque.
El 14 de enero de 1921, durante la guerra de Independencia irlandesa, un sargento de la Real Policía Irlandesa (RIC) fue asesinado por el Ejército Republicano Irlandés (IRA) en Armagh. Fue atacado con una granada mientras caminaba por la calle del mercado y más tarde murió de sus heridas. El 4 de septiembre de 1921, los líderes republicanos Michael Collins y Eoin O'Duffy dirigieron una gran reunión en Armagh, que contó con la presencia de hasta 10 000 personas.